# Friedrich Welwitsch
Friedrich Martin Josef Welwitsch (Maria Saal, 25 febbraio 1806 – Londra, 20 ottobre 1872) è stato un botanico ed esploratore austriaco che in Angola scoprì la pianta Welwitschia mirabilis.
Il suo resoconto riscosse ampia attenzione tra i botanici e tra l'opinione pubblica, paragonabile solo alla scoperta di altre due piante nel XIX secolo, la Victoria amazonica e la Rafflesia arnoldii.
In Angola Welwitsch scoprì anche la Rhipsalis baccifera, l'unico cactus esistente in modo spontaneo fuori dal Nuovo Mondo. Fu scoperto pochi anni dopo anche in Sri Lanka, il che riaprì i tuttora attuali dibattiti sull'origine dei cacti dei Africa e Asia. In quel periodo il dibattito si concluse con la convinzione di numerosi studiosi che fossero stati introdotti a causa degli uccelli migratori.
Tra i botanici Welwitsch è noto anche per le sue descrizioni di altre piante, ad esempio Cyphostemma macropus, Tavaresia angolense, Dorstenia psilurus, Sarcocaulon mossamedense, Acanthosicyos horridus, Pachypodium namaquanum e Pachypodium lealii. Il fungo Geastrum welwitschii, una specie che raccolse in Spagna, ha preso il suo nome.

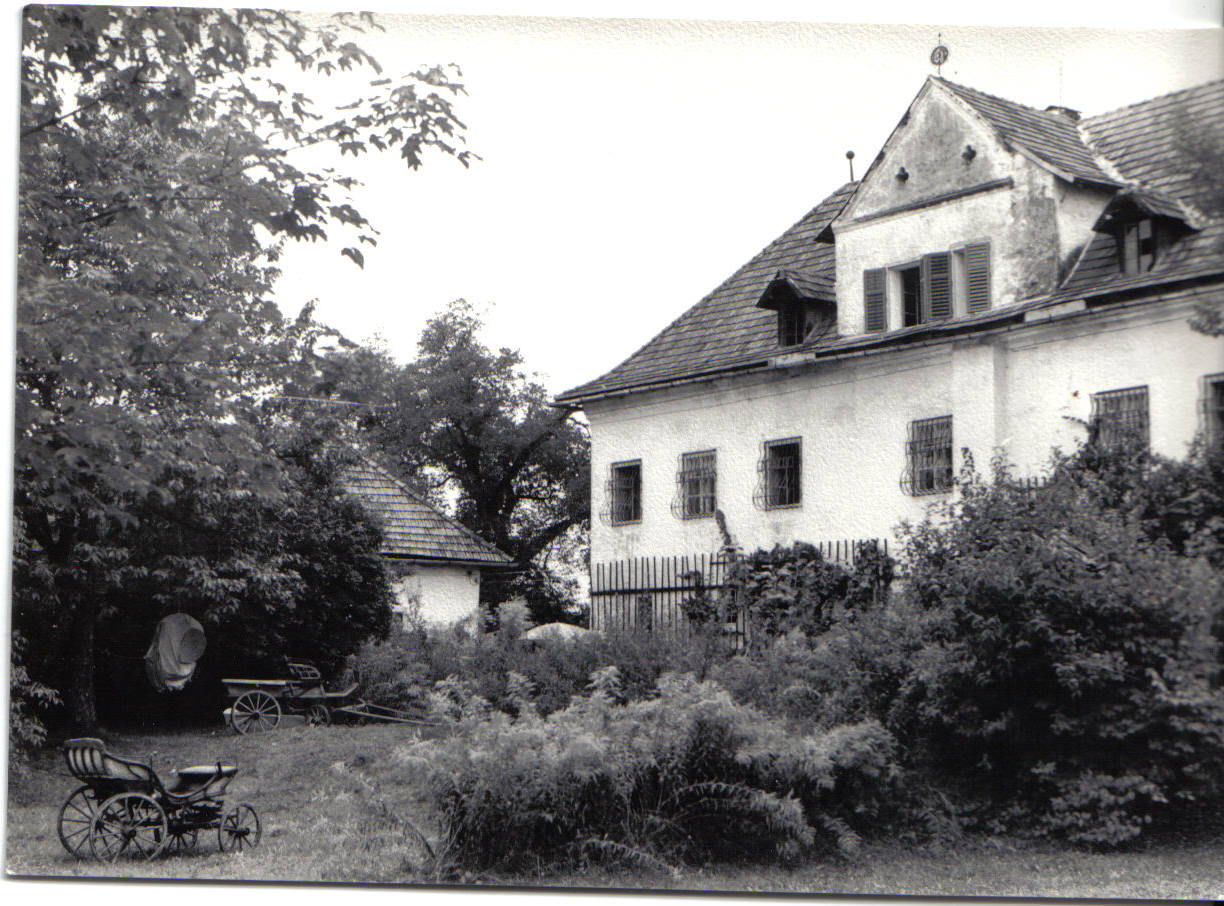
Tonhof a Maria Saal, città natale di Welwitsch

## Biografia
Friedrich Welwitsch nacque a Maria Saal (sloveno: Gospa Sveta), nella ricca famiglia di Joseph Anton Welwich, giudice locale e consigliere cittadino di Salisburgo, e Genovefa Mayr. Il cognome, che nell'odierna Slovenia è diventato Velbič, tradisce una discendenza slovena. Si sa che la madre di Welwitsch era tedesca, mentre la famiglia del padre era probabilmente di origine slovena, anche se non è mai stato dimostrato. Non si sa se Welwitsch parlasse sloveno nonostante abbia lavorato per due anni in un ambiente di lavoro di lingua slovena. Questo posto si trovava a Postumia, dove egli continuò a coltivare il proprio interesse per la flora crittogamica.
Contrariamente ai desideri del padre, che avrebbe voluto vederlo studiare legge, Friedrich Welwitsch studiò medicina e botanica all'Università di Vienna e lavorò come medico nelle province austriache di Carniola e Moravia, anche se il proprio interesse nel regno vegetale era tanto grande che nel 1839 abbandonò la professione medica.
Con l'aiuto finanziario di un'associazione botanica del Württemberg Welwitsch si trasferì in Portogallo dove divenne direttore dei giardini botanici. Divenne famoso quando con il sostegno dell'agente portoghese della società del Württemberg compì ricerche sulle isole Canarie, a Madera e, nell'interesse del governo portoghese, dal 1853 in Angola, allora colonia portoghese. Qui, nel 1859, nel deserto del Namib nella parte meridionale dell'Angola, scoprì la Welwitschia mirabilis, unico membro delle Gnetophyta, nota anche come Tumboa, con uno stelo sotterraneo con un diametro di 50 cm che poteva crescere fino a 30 metri in profondità, e con sole due foglie lunghe fino a 2 metri, le foglie più vecchie allora in vita (dai 1500 ai 2000 anni). Questa pianta, il cui nome comune è albero tumbo, unico caso di dioica perenne, è considerata una gimnosperma, anche se la relazione con altre specie non è mai stata chiarita.
Dopo otto duri anni di esplorazione e raccolta, Welwitsch fece ritorno in Portogallo nel 1861. A causa delle migliori condizioni di lavoro si trasferì a Londra nel 1863. Qui lavorò inizialmente nel Museo di storia naturale prima di passare ai Kew Gardens, categorizzando e catalogando la sua enorme collezione. Solo nell'opera Sertum Angolense descrisse 12 nuove categorie e 48 nuove specie. Lasciò la propria preziosa collezione al Museo di storia naturale di Londra. Avendo finanziato i suoi anni in Angola, il governo portoghese ne reclamò i diritti. Il caso fu deciso dopo tre anni di dibattito: una parte della collezione fu trasferita a Lisbona, mentre il resto rimase a Londra.
Welwitsch quando morì fu sepolto nel Kensal Green Cemetery.

## Opere
- Beiträge zur kryptogamischen Flora Unterösterreichs. In: Beiträge zur Landeskunde Österreichs, vol.4, 1834.
- Synopsis Nostochinearum Austriae inferioris. PhD Thesis, Vienna, 1836.
- Genera Phycearum Lusitanae. (Actas da Academia das Ciências de Lisboa), Lisbona 1850.
- Apontamentos Fito-geograficos sobre a Flora da Província de Angola na Africa Equinocial. In: Anais do Conselho do Ultramarino de oct. 1858, Lisbona 1858.
- Sinopse explicativa das amostras de Madeiras e drogas medicinais (...) coligidos na provincia de Angola, e enviados a Exposição Internacional de Londres 1862. Lisbona, 1862.
- Sertum Angolense. In: Transactions of the Linnean Society, vol. XXII, Londra 1869.
- Notizen über die Bryologie von Portugal. In: Flora, 1872.